# Нову
Нову (порт. Rio Novo) — река, левый и самый крупный приток Жаманшина впадающего в него на высоте 96 метров над уровнем моря. Протекает в центральной Бразилии, штат Пара. Образуется слиянием рек Инамбе и Марром на высоте менее 200 метров. В верхнем течении протекает по национальному парку Рио-Ново. На территории бассейна Нову произрастают вечнозелёные экваториальные леса. Преобладает тропический муссонный климат: среднегодовая температура в районе составляет 22 °C. Самый теплый месяц — июль, когда средняя температура составляет 24 °C, а самый холодный — февраль с 21 °C. Среднегодовое количество осадков составляет 2625 миллиметров. Самый влажный месяц — февраль, в среднем 422 мм осадков, а самый сухой — июль с 16 мм осадков

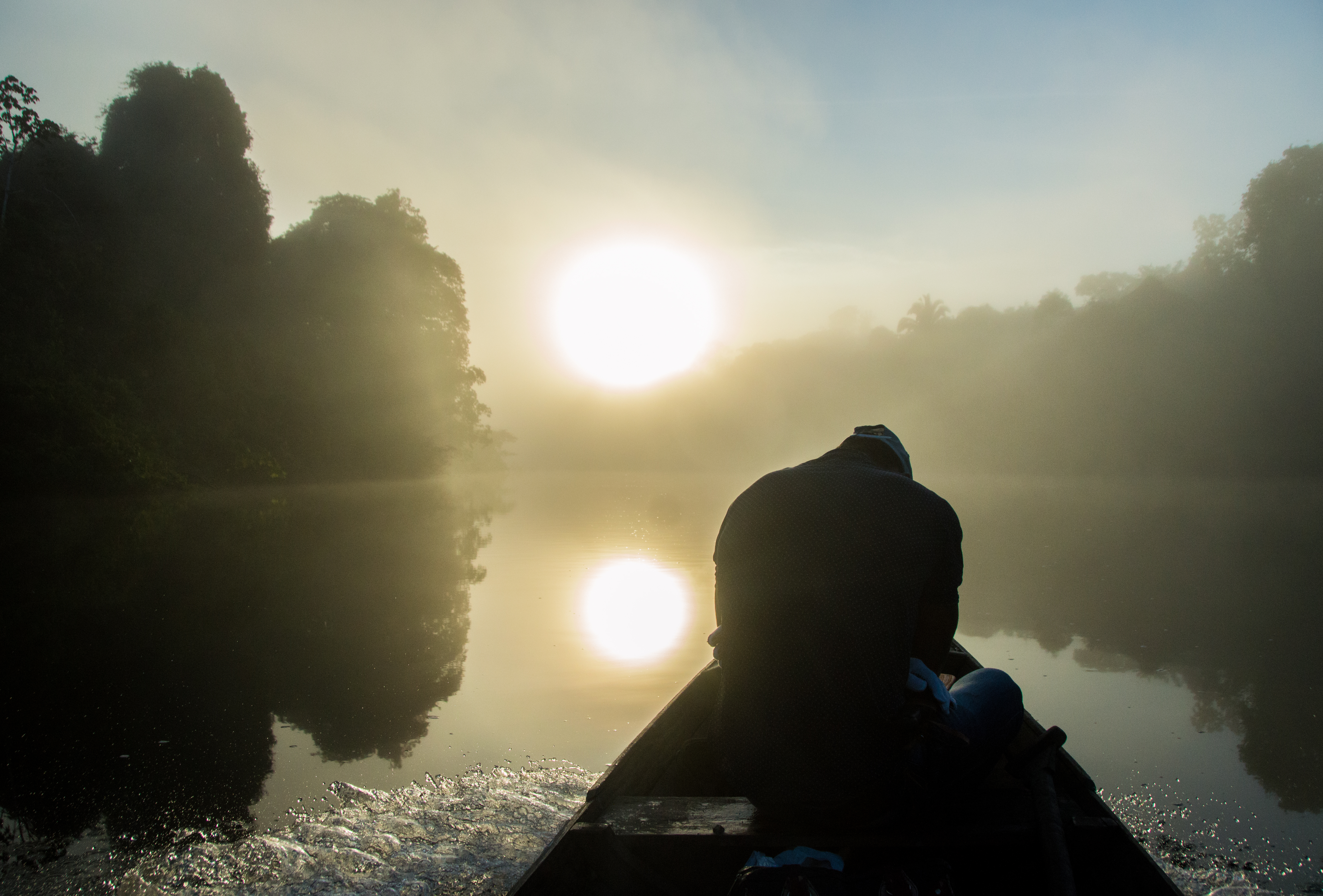
Река Риу-Нову, экологическая станция Терра ду Мейо.